# Jonathan Millán
Jonathan Millán es un ciclista colombiano nacido el 16 de abril de 1988 en Barrancabermeja, Santander. Actualmente corre para el equipo colombiano de categoría Continental el Strongman-Campagnolo.

## Biografía
Hasta 2012 sus resultados fueron discretos; sin embargo, para el 2013 Millán fue el mejor año de su carrera conquistando 2 etapas, incluyendo una contrarreloj individual, de la Vuelta a Guatemala y quedando 2° en la clasificación general. En la Vuelta a Colombia también se adjudicó dos etapas y se ubicó 5° en la clasificación final.
Sin embargo, estos resultados positivos en la temporada tenían su lado oscuro. En agosto de 2013 se reveló que en una muestra obtenida en la versión 2013 de la Vuelta a Antioquia, dio positivo para GW501516 o endurobol, una sustancia potencialmente cancerígena que incrementa la resistencia al esfuerzo, En septiembre, en una rueda de prensa convocada por el corredor y su equipo GW Shimano, admitió que luego de su regreso de la Vuelta a Guatemala disputada en abril uso la substancia que según el halló en Internet, absolviendo de responsabilidad a los directivos y compañeros de su equipo. Fue el segundo caso detectado en Colombia por uso de GW501516 luego que el ciclista de su mismo equipo Marlon Pérez fuese suspendido por la UCI tras ser detectada en la Vuelta a Costa Rica en diciembre de 2012.

## Palmarés
2010
- 2º en el Campeonato de Colombia de Ruta Sub-23

2013
- 2 etapas de la Vuelta a Guatemala
- 2 etapas de la Vuelta a Colombia
- 3° en la Vuelta a Antioquia, más 1 etapa